# Minuartia recurva
Alsine recourbée
Espèce
Classification phylogénétique
Minuartia recurva (l'Alsine recourbée ou la Minuartie recourbée) est une espèce végétale vivace de la famille des Caryophyllaceae.

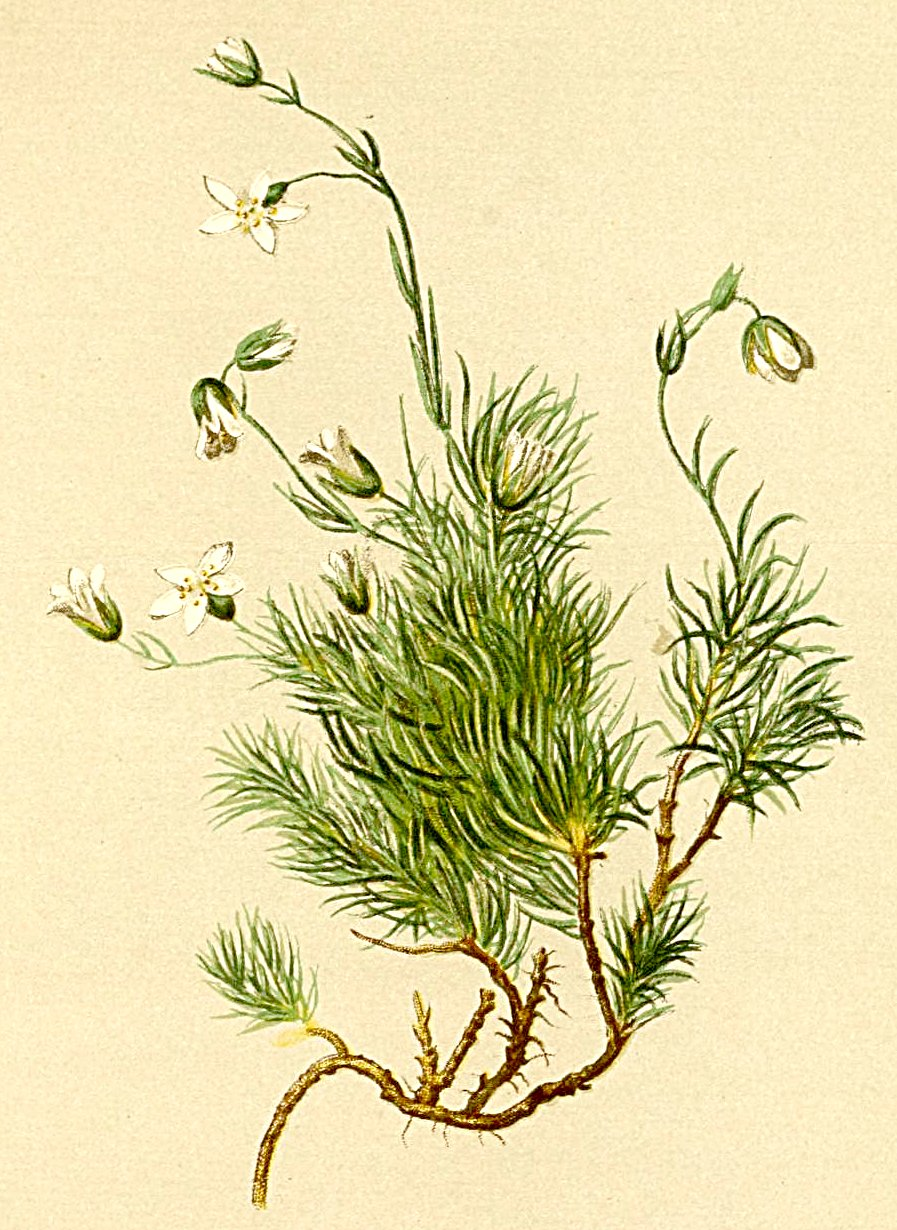

## Description
Plante naine gazonnante en touffes denses et à rameaux noirâtres. Feuilles arquées étroites, longues de 4 à 8 mm.

## Floraison
Juin à octobre.

## Habitat
Éboulis, anfractuosités de rochers, sur silice, de 1 700 jusqu'à plus de 3 000 m d'altitude.

## Répartition
Du nord de l'Espagne à la péninsule balkanique, Asie mineure.
 